# PRB (1991)
Pour les articles homonymes, voir PRB et PRB (IMOCA).
PRB 1 est un voilier monocoque de course au large de la série des PRB IMOCA. Il est  conçu par Paul Lucas et construit par le chantier Alu Marine et Jean-Yves Hasselin ; il est mis à l'eau en août 1991.  

## Historique
Le voilier est baptisé au départ Solo puis Solo Nantes. Pour sa première compétition, son skipper Jean-Yves Hasselin l'engage dans  le Vendée Globe 1992 qu'il termine à la septième place.
Fin 1993 il est entièrement révisé avec une nouvelle quille, un nouveau mat, il est allégé de 3 tonnes et son aménagement refait ; il est rebaptisé PRB Vendée. L'année suivant avec Jean-Yves Hasselin il termine second monocoque de la Twostar.
En 1995 il termine 5e sur cinq de l'Open UAP, Venise-Malte-Marseille-Calvia-Casablanca-Vigo-Cherbourg-Londres. Ensuite il se classe second de la Transat Jacques-Vabre.

## Palmarès

### PRB Solo Nantes
- 1992 :
  - 7e du Vendée Globe barré par Jean-Yves Hasselin

### PRB Vendée
- 1994 :
  - 2e de la Twostar en monocoque (5e au général) barré par Jean-Yves Hasselin
- 1995 :
  - 2e de la Transat Jacques-Vabre barré par Jean-Yves Hasselin et Hervé Besson